# Инжекция
Инжекция — физическое явление, наблюдаемое в полупроводниковых  гомо- и гетеропереходах, при котором при пропускании электрического тока в прямом направлении через p-n-переход в прилежащих к переходу областях создаются высокие концентрации неравновесных («инжектированных») носителей заряда. Явление инжекции является следствием уменьшения высоты потенциального барьера в p-n-переходе при подаче на него прямого напряжения.
Явление инжекции лежит в основе работы многих полупроводниковых приборов: диодов, биполярных транзисторов, тиристоров, инжекционно-пролётных диодов, светодиодов и полупроводниковых инжекционных лазеров.
Особенностью явления инжекции в гетеропереходах является возможность наблюдения явления суперинжекции, при котором концентрация инжектированных носителей может превышать концентрацию легирующих примесей в области, из которой идет инжекция. Это явление принципиально важно для работы полупроводниковых инжекционных лазеров.

### Инжекция в p-n-переходе
При достаточно высокой температуре, когда примесные атомы практически полностью ионизованы, в n-области, легированной донорами с концентрацией {\displaystyle N_{d}}, концентрация основных носителей (электронов) равна {\displaystyle n_{n}\approx N_{d}}. Так как в невырожденном полупроводнике концентрации электронов {\displaystyle n} и дырок {\displaystyle p} связаны соотношением {\displaystyle np=n_{i}^{2}}, где {\displaystyle n_{i}} — собственная концентрация носителей заряда, то концентрация неосновных носителей (дырок) в n-области равна {\displaystyle p_{n}={\frac {n_{i}^{2}}{n_{n}}}}, причём {\displaystyle n_{n}\gg n_{i}\gg p_{n}}.

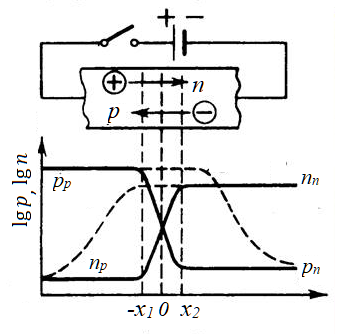
Распределение концентраций электронов и дырок в p-n-переходе при нулевом смещении (непрерывная кривая) и при положительном смещении (пунктирная кривая).

В области p-типа, легированной акцепторами с концентрацией {\displaystyle N_{a}}, концентрация дырок равна {\displaystyle p_{p}\approx N_{a}}, в то же время концентрация электронов {\displaystyle n_{p}={\frac {n_{i}^{2}}{p_{p}}}}, при этом выполняется соотношение {\displaystyle p_{p}\gg n_{i}\gg n_{p}}.
Распределение концентраций электронов и дырок в p-n-переходе в отсутствие тока показано на рисунке справа. Как видно, концентрация дырок в дырочной области {\displaystyle p_{p}} (основные носители) постоянна и велика. В переходной области она уменьшается на много порядков и принимает малое значение {\displaystyle p_{n}} в n-области (неосновные носители). Аналогично, концентрация электронов изменяется от большого значения {\displaystyle n_{n}} в n-области до малой величины {\displaystyle n_{p}} в p-области.
В состоянии равновесия (при нулевом напряжении смещения) высота потенциального барьера {\displaystyle V_{bi}} устанавливается такой, что потоки носителей заряда, протекающие через p-n-переход в обоих направлениях, точно скомпенсированы. Например, поток электронов, движущихся из n- в p-область за счет диффузии и преодолевающих потенциальный барьер, равен потоку неосновных электронов, которые генерируются в p-области и, подходя к p-n-переходу, затягиваются электрическим полем в n-область. То же самое справедливо и для дырок.
Если теперь на p-n-переход подать напряжение смещения, то равновесие нарушится, потоки окажутся нескомпенсированными и через переход потечёт электрический ток. При этом значение тока будет зависеть от знака приложенного напряжения.
Рассмотрим, что будет происходить с диффузионным и дрейфовым токами, если к p-n-переходу приложить положительное внешнее смещение. При {\displaystyle U>0} дырки из p-области устремятся в n-область, где они станут неосновными носителями. Так как {\displaystyle p_{p}>p_{n}}, эти дырки будут рекомбинировать с электронами. Однако вследствие конечности времени жизни дырок {\displaystyle \tau _{p}}, рекомбинация произойдёт не сразу, поэтому в некоторой области за пределами перехода концентрация дырок будет оставаться больше {\displaystyle p_{n}}. Одновременно с этим увеличится и концентрация электронов в n-области, так как дополнительные электроны войдут из электрода для компенсации объёмного заряда пришедших дырок. Аналогичным образом электроны будут переходить в p-область, становясь там неосновными носителями, и постепенно рекомбинировать с дырками. Поэтому слева от перехода концентрация электронов увеличится, а также увеличится и концентрация дырок, которые войдут из левого электрода для компенсации объёмного заряда электронов.
Таким образом, инжекция заключается в увеличении концентрации носителей обоих типов по обе стороны от перехода, то есть в возникновении квазинейтральных областей повышенной проводимости.